# Elétricos de Bolonha

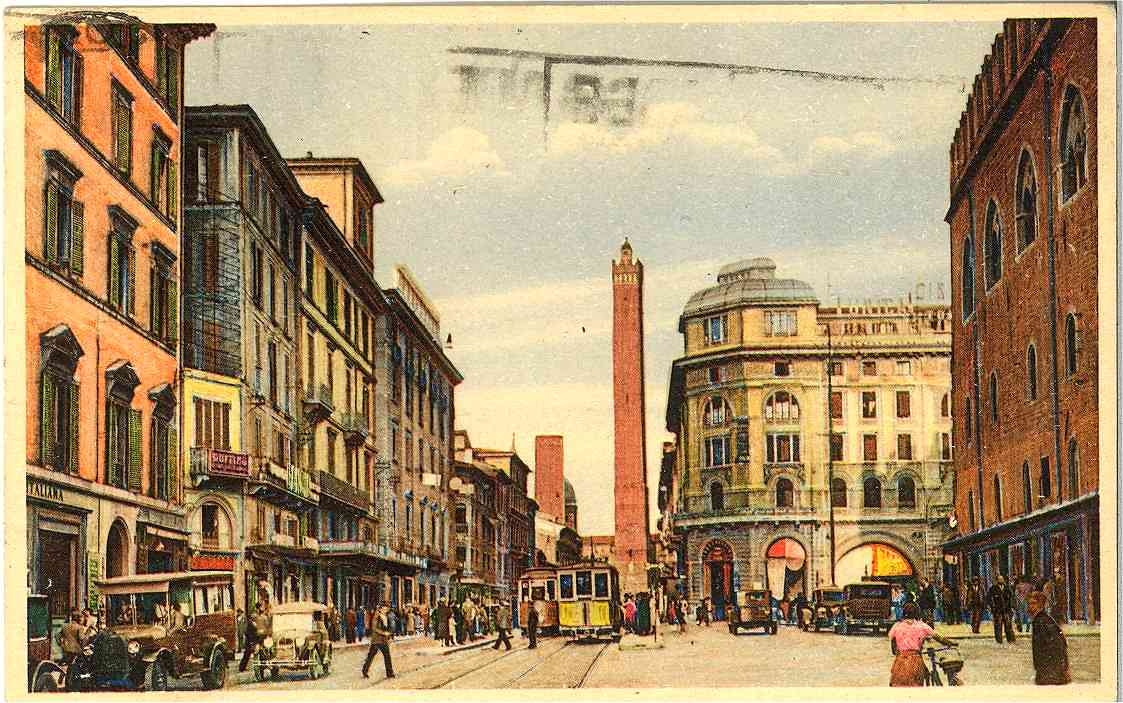
Elétricos na via Rizzoli em 1949

Os elétricos de Bolonha serão um meio de transporte público urbano para a cidade de Bolonha, capital da Emilia-Romagna, na Itália.
O trabalho começará em 2022 para o comissionamento em 2026.

## Rede histórica

Mapa dos elétricos de Bolonha em 1952

O primeiro elétrico de Bolonha foi lançado no final do século XIX.
No domingo, 3 de novembro de 1963, a última linha de bonde (a de San Ruffillo) fez a última viagem. Durante a manhã, uma cerimônia na Piazza Minghetti, na presença do prefeito Giuseppe Dozza, recebeu a última viagem de bonde para San Ruffillo.

## Rede moderna

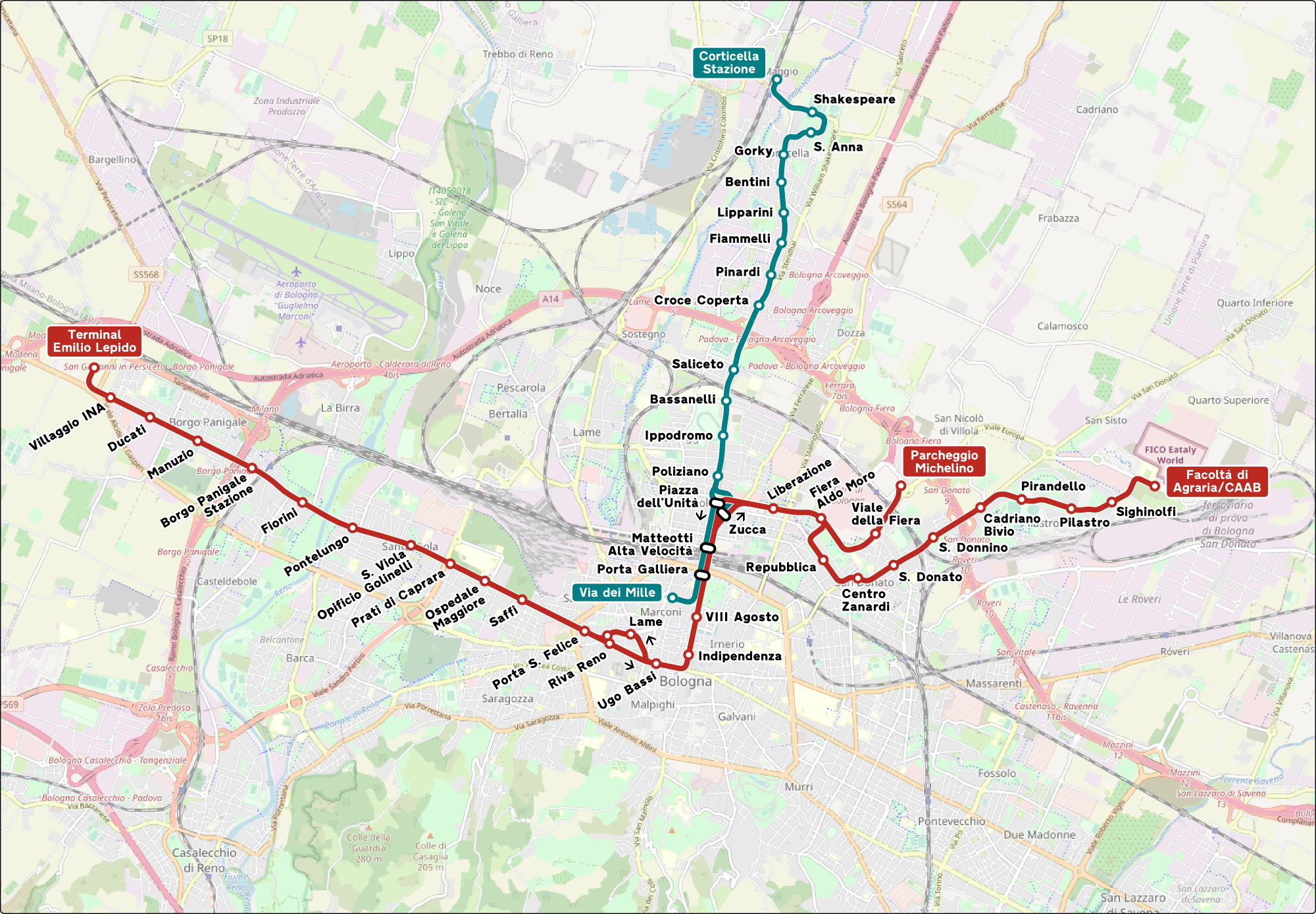
Rede dos elétricos de Bolonha planejada para 2026

A reintrodução de uma rede de elétricos em Bolonha estava prevista no Plano de Mobilidade Urbana (PUMS), adotado em 27 de novembro de 2018. Especificamente, o PUMS prevê a substituição gradual das principais linhas de ônibus urbano e trólebus por 4 linhas de bonde:
- Linha vermelha: de Borgo Panigale ao Centro Agroalimentar de Bolonha, passando pela estação de Borgo Panigale de Bolonha e pela estação Central de Bolonha;
- Linha verde: da estação Bologna Corticella, pela estação Central de Bolonha, até Due Madonne / via Larga;
- Linha amarela: da estação de Casteldebole à estação de Rastignano;
- Linha azul: da estação Casalecchio Garibaldi à estação de San Lazzaro di Savena.

### Linha 1 (vermelha)
Em 10 de dezembro de 2019, a Câmara Municipal de Bolonha obteve um empréstimo do governo italiano de 509 milhões de euros, para cobrir quase todos os custos de construção da linha vermelha e os custos de compra da frota de bondes associada. A linha inclui 34 paradas, para um comprimento total de 16,5 km, incluindo 14,5 km com catenária; o trecho de 2 km no centro da cidade (da Porta San Felice à via Matteotti) ficará sem eletricidade, pois o bonde será movido a baterias.
Em 25 de novembro de 2020, o projeto final da nova linha foi publicado no diário oficial da região da Emília-Romanha.
Em 6 de agosto de 2021, a Câmara Municipal de Bolonha publicou o concurso europeu de projeto executivo e construção da linha 1, no valor de € 334.846.475,44, com término em 1 de dezembro de 2021. Segundo declarações do município, o fornecimento de os 26 bondes que farão parte da frota necessária para atender a linha vermelha serão objeto de licitação subsequente e independente.

### Linha 2 (verde)
Em 30 de dezembro de 2020, o estudo de viabilidade técnica e econômica para a construção da segunda linha do bonde, a linha verde, foi apresentado publicamente ao comitê de mobilidade do distrito de Navile, limitado ao cruzamento entre o terminal norte (Corticella) e a via dei Mille.
Em 7 de janeiro de 2021, a Câmara Municipal de Castel Maggiore, por meio de uma resolução municipal, ordenou que a Câmara Municipal de Bolonha apresentasse ao Ministério dos Transportes um estudo de pré-viabilidade para uma nova extensão da linha verde até o centro de Castel Maggiore. O pedido conjunto de financiamento, no valor de 222.142.224,26 euros, foi enviado ao Ministério das Infraestruturas e Transportes em 14 de janeiro de 2021.